# Copa da Polónia de Futebol
A Copa da Polônia (em polonês/polaco:  Puchar Polski) é a copa nacional de futebol e torneio de eliminatórias mais importante do futebol polonês. A competição é organizada pela Associação Polaca de Futebol, sendo criada em 1926 e disputada continuamente desde 1962. O clube com mais títulos da Copa Nacional é o Legia de Varsovia com 20 títulos.
A primeira edição da Copa de Polônia ocorreu em 1926, mas foi abandonada rapidamente. No final de 1930, a Copa de futebol da Polônia foi disputada entre 1936 e 1939, e contou com as equipes dos distritos regionais da PZPN.
A equipa campeão acede à segunda rodada de classificação da Liga Conferência da UEFA, e obtém o direito de enfrentar ao campeão da Ekstraklasa na Supercopa de Polónia.

## Sistema de competição
| Edição  | Campeão                            | Resultado               | Vice-campeão                   | Sede da Final                                                                |
| ------- | ---------------------------------- | ----------------------- | ------------------------------ | ---------------------------------------------------------------------------- |
| 1925-26 | Wisła Cracovia S. A.               | 2 - 1                   | L. K. S. Sparta Lwów           | Estadio Henryk Reyman, Cracovia                                              |
| 1927-50 | Campeonato interrompido            | Campeonato interrompido | Campeonato interrompido        | Campeonato interrompido                                                      |
| 1950-51 | K. S. Ruch Chorzów                 | 2 - 0                   | Wisła Cracovia S. A.           | Estadio del Ejército Polaco, Varsovia                                        |
| 1951-52 | K. S. Polonia Varsovia             | 1 - 0                   | Legia II Varsovia S. A.        | Estadio del Ejército Polaco, Varsovia                                        |
| 1952-53 | Não disputado                      | Não disputado           | Não disputado                  | Não disputado                                                                |
| 1953-54 | W. K. S. Gwardia Varsovia (1)      | 0 - 0, 3 - 1            | Wisła Cracovia S. A.           | Estadio del Ejército Polaco, Varsovia Estadio Olímpico de Breslavia, Wrocław |
| 1954-55 | Legia Varsovia S. A.               | 5 - 0                   | K. S. Lechia Gdańsk            | Estadio del Ejército Polaco, Varsovia                                        |
| 1955-56 | Legia Varsovia S. A.               | 3 - 0                   | K. S. Górnik Zabrze            | Estadio Dziesięciolecia, Varsovia                                            |
| 1956-57 | Ł. K. S. Łódź (1)                  | 2 - 1                   | K. S. Górnik Zabrze            | Estadio Municipal de Łódź, Łódź                                              |
| 1957-58 | Não disputado                      | Não disputado           | Não disputado                  | Não disputado                                                                |
| 1958-59 | Não disputado                      | Não disputado           | Não disputado                  | Não disputado                                                                |
| 1959-60 | Não disputado                      | Não disputado           | Não disputado                  | Não disputado                                                                |
| 1960-61 | Não disputado                      | Não disputado           | Não disputado                  | Não disputado                                                                |
| 1961-62 | Zagłębie Sosnowiec S. A.           | 2 - 1                   | K. S. Górnik Zabrze            | Estadio de Silesia, Chorzów                                                  |
| 1962-63 | Zagłębie Sosnowiec S. A.           | 2 - 0                   | K. S. Ruch Chorzów             | Estadio de Silesia, Chorzów                                                  |
| 1963-64 | Legia Varsovia S. A.               | 2 - 1                   | K. S. Polonia Bytom            | Estadio Dziesięciolecia, Varsovia                                            |
| 1964-65 | K. S. Górnik Zabrze                | 4 - 0                   | M. K. S. Czarni Żagań          | Estadio MOSiR, Zielona Góra                                                  |
| 1965-66 | Legia Varsovia S. A.               | 2 - 1                   | K. S. Górnik Zabrze            | Estadio Edmund Szyc, Poznań                                                  |
| 1966-67 | Wisła Cracovia S. A.               | 2 - 0                   | R. K. S. Raków Częstochowa     | Estadio Municipal de Kielce, Kielce                                          |
| 1967-68 | K. S. Górnik Zabrze                | 3 - 0                   | K. S. Ruch Chorzów             | Estadio de Silesia, Chorzów                                                  |
| 1968-69 | K. S. Górnik Zabrze                | 2 - 0                   | Legia Varsovia S. A.           | Estadio Municipal de Łódź, Łódź                                              |
| 1969-70 | K. S. Górnik Zabrze                | 3 - 1                   | K. S. Ruch Chorzów             | Estadio de Silesia, Chorzów                                                  |
| 1970-71 | K. S. Górnik Zabrze                | 3 - 1                   | Zagłębie Sosnowiec S. A.       | Estadio de Silesia, Chorzów                                                  |
| 1971-72 | K. S. Górnik Zabrze (6)            | 5 - 2                   | Legia Varsovia S. A.           | Estadio Municipal de Łódź, Łódź                                              |
| 1972-73 | Legia Varsovia S. A.               | 0 - 0 (4 - 2 pen.)      | K. S. Górnik Zabrze            | Estadio Edmund Szyc, Poznań                                                  |
| 1973-74 | K. S. Ruch Chorzów                 | 2 - 0                   | W. K. S. Gwardia Varsovia      | Estadio del Ejército Polaco, Varsovia                                        |
| 1974-75 | Z. K. S. Stal Rzeszów (1)          | 0 - 0 (3 - 2 pen.)      | R. O. W. II Rybnik             | Estadio Józef Piłsudski, Cracovia                                            |
| 1975-76 | W. K. S. Śląsk Wrocław             | 2 - 0                   | F. K. S. Stal Mielec           | Estadio del Ejército Polaco, Varsovia                                        |
| 1976-77 | Zagłębie Sosnowiec S. A.           | 1 - 0                   | K. S. Polonia Bytom            | Estadio de Silesia, Chorzów                                                  |
| 1977-78 | Zagłębie Sosnowiec S. A. (4)       | 2 - 0                   | G. K. S. Piast Gliwice         | Estadio de Silesia, Chorzów                                                  |
| 1978-79 | K. S. Arka Gdynia                  | 2 - 1                   | Wisła Cracovia S. A.           | Estadio Municipal de Lublin, Lublin                                          |
| 1979-80 | Legia Varsovia S. A.               | 5 - 0                   | K. K. S. Lech Poznań           | Estadio Municipal de Częstochowa, Częstochowa                                |
| 1980-81 | Legia Varsovia S. A.               | 1 - 0                   | K. S. Pogoń Szczecin           | Estadio Municipal de Kalisz, Kalisz                                          |
| 1981-82 | K. K. S. Lech Poznań               | 1 - 0                   | K. S. Pogoń Szczecin           | Estadio Oporowska, Wrocław                                                   |
| 1982-83 | K. S. Lechia Gdańsk                | 2 - 1                   | G. K. S. Piast Gliwice         | Estadio Municipal de Piotrków Trybunalski, Piotrków Trybunalski              |
| 1983-84 | K. K. S. Lech Poznań               | 3 - 0                   | Wisła Cracovia S. A.           | Estadio del Ejército Polaco, Varsovia                                        |
| 1984-85 | R. T. S. Widzew Łódź (1)           | 0 - 0 (3 - 1 pen.)      | G. K. S. Katowice              | Estadio del Ejército Polaco, Varsovia                                        |
| 1985-86 | G. K. S. Katowice                  | 4 - 1                   | K. S. Górnik Zabrze            | Estadio de Silesia, Chorzów                                                  |
| 1986-87 | W. K. S. Śląsk Wrocław (2)         | 0 - 0 (4 - 3 pen.)      | G. K. S. Katowice              | Estadio Municipal de Opole, Opole                                            |
| 1987-88 | K. K. S. Lech Poznań               | 1 - 1 (3 - 2 pen.)      | Legia Varsovia S. A.           | Estadio Widzew Łódź, Łódź                                                    |
| 1988-89 | Legia Varsovia S. A.               | 5 - 2                   | Jagiellonia Białystok S. S. A. | Estadio OSiR, Olsztyn                                                        |
| 1989-90 | Legia Varsovia S. A.               | 2 - 0                   | G. K. S. Katowice              | Estadio Widzew Łódź, Łódź                                                    |
| 1990-91 | G. K. S. Katowice                  | 1 - 0                   | Legia Varsovia S. A.           | Estadio Municipal de Piotrków Trybunalski, Piotrków Trybunalski              |
| 1991-92 | M. K. S. Miedź Legnica (1)         | 1 - 1 (4 - 3 pen.)      | K. S. Górnik Zabrze            | Estadio del Ejército Polaco, Varsovia                                        |
| 1992-93 | G. K. S. Katowice (3)              | 1 - 1 (5 - 4 pen.)      | K. S. Ruch II Chorzów          | Estadio de Silesia, Chorzów                                                  |
| 1993-94 | Legia Varsovia S. A.               | 2 - 0                   | Ł. K. S. Łódź                  | Estadio del Ejército Polaco, Varsovia                                        |
| 1994-95 | Legia Varsovia S. A.               | 2 - 0                   | G. K. S. Katowice              | Estadio del Ejército Polaco, Varsovia                                        |
| 1995-96 | K. S. Ruch Chorzów (3)             | 1 - 0                   | G. K. S. Bełchatów             | Estadio Polonia Varsovia, Varsovia                                           |
| 1996-97 | Legia Varsovia S. A.               | 2 - 0                   | G. K. S. Katowice              | Estadio Municipal de Łódź, Łódź                                              |
| 1997-98 | K. S. Amica Wronki                 | 5 - 3                   | K. S. Aluminium Konin          | Estadio Municipal de Poznań, Poznań                                          |
| 1998-99 | K. S. Amica Wronki                 | 1 - 0                   | G. K. S. Bełchatów             | Estadio Municipal de Poznań, Poznań                                          |
| 1999-00 | K. S. Amica Wronki (3)             | 2 - 2, 3 - 0            | Wisła Cracovia S. A.           | Estadio Henryk Reyman, Cracovia Estadio Amica Wronki, Wronki                 |
| 2000-01 | K. S. Polonia Varsovia (2)         | 2 - 1, 2 - 2            | K. S. Górnik Zabrze            | Estadio Ernest Pohl, Zabrze Estadio Polonia Varsovia, Varsovia               |
| 2001-02 | Wisła Cracovia S. A.               | 4 - 2, 4 - 0            | K. S. Amica Wronki             | Estadio Amica Wronki, Wronki Estadio Henryk Reyman, Cracovia                 |
| 2002-03 | Wisła Cracovia S. A. (4)           | 0 - 1, 3 - 0            | Wisła Płock S. A.              | Estadio Kazimierz Górski, Płock Estadio Henryk Reyman, Cracovia              |
| 2003-04 | K. K. S. Lech Poznań               | 2 - 0, 0 - 1            | Legia Varsovia S. A.           | Estadio Municipal de Poznań, Poznań Estadio del Ejército Polaco, Varsovia    |
| 2004-05 | K. S. Dyskobolia Grodzisk W.       | 2 - 0, 0 - 1            | Zagłębie Lubin S. A.           | Estadio Dyskobolia, Grodzisk W. Estadio Zagłębie Lubin, Lubin                |
| 2005-06 | Wisła Płock S. A. (1)              | 3 - 2, 3 - 1            | Zagłębie Lubin S. A.           | Estadio Zagłębie Lubin, Lubin Estadio Kazimierz Górski, Płock                |
| 2006-07 | K. S. Dyskobolia Grodzisk W. (2)   | 2 - 0                   | Korona Kielce S. S. A.         | Estadio GKS Bełchatów, Bełchatów                                             |
| 2007-08 | Legia Varsovia S. A.               | 0 - 0 (4 - 3 pen.)      | Wisła Cracovia S. A.           | Estadio GKS Bełchatów, Bełchatów                                             |
| 2008-09 | K. K. S. Lech Poznań (5)           | 1 - 0                   | K. S. Ruch Chorzów             | Estadio de Silesia, Chorzów                                                  |
| 2009-10 | Jagiellonia Białystok S. S. A. (1) | 1 - 0                   | K. S. Pogoń Szczecin           | Estadio Zdzisław Krzyszkowiak, Bydgoszcz                                     |
| 2010-11 | Legia Varsovia S. A.               | 1 - 1 (5 - 4 pen.)      | K. K. S. Lech Poznań           | Estadio Zdzisław Krzyszkowiak, Bydgoszcz                                     |
| 2011-12 | Legia Varsovia S. A.               | 3 - 0                   | K. S. Ruch Chorzów             | Estadio Municipal de Kielce, Kielce                                          |
| 2012-13 | Legia Varsovia S. A.               | 2 - 0, 0 - 1            | W. K. S. Śląsk Wrocław         | Estadio Municipal de Wrocław, Wrocław Estadio del Ejército Polaco, Varsovia  |
| 2013-14 | S. P. Zawisza Bydgoszcz (1)        | 0 - 0 (6 - 5 pen.)      | Zagłębie Lubin S. A.           | Estadio Nacional de Varsovia, Varsovia                                       |
| 2014-15 | Legia Varsovia S. A.               | 2 - 1                   | K. K. S. Lech Poznań           | Estadio Nacional de Varsovia, Varsovia                                       |
| 2015-16 | Legia Varsovia S. A.               | 1 - 0                   | K. K. S. Lech Poznań           | Estadio Nacional de Varsovia, Varsovia                                       |
| 2016-17 | K. S. Arka Gdynia (2)              | 1 - 0 (pró)             | K. K. S. Lech Poznań           | Estadio Nacional de Varsovia, Varsovia                                       |
| 2017-18 | Legia Varsovia S. A.               | 2 - 1                   | K. S. Arka Gdynia              | Estadio Nacional de Varsovia, Varsovia                                       |
| 2018-19 | K. S. Lechia Gdańsk (2)            | 1 - 0                   | Jagiellonia Białystok S. S. A. | Estadio Nacional de Varsovia, Varsovia                                       |
| 2019-20 | K. S. Cracovia (1)                 | 3 - 2 (pró)             | K. S. Lechia Gdańsk            | Arena Lublin, Lublin                                                         |
| 2020-21 | R. K. S. Raków Częstochowa         | 2 - 1                   | K. S. Arka Gdynia              | Arena Lublin, Lublin                                                         |
| 2021-22 | R. K. S. Raków Częstochowa (2)     | 3 - 1                   | K. K. S. Lech Poznań           | Estadio Nacional, Varsovia                                                   |
| 2022-23 | Legia Varsovia S. A. (20)          | 0 - 0 (6 - 5 pen.)      | R. K. S. Raków Częstochowa     | Estadio Nacional, Varsovia                                                   |
| 2023-24 | Wisła Cracovia S. A. (5)           | 2 - 1 (pró)             | K. S. Pogoń Szczecin           | Estadio Nacional, Varsovia                                                   |
| 2024-25 | Legia Varsovia S. A. (21)          | 4 - 3                   | K. S. Pogoń Szczecin           | Estadio Nacional, Varsovia                                                   |